# Society of St. John the Evangelist
De Society of St. John the Evangelist
(Latijn: Societas Sancti Joannis Evangelisti, afkorting SSJE), ook bekend als de Cowley Fathers, is een anglicaanse kloostercongregatie die in 1866 in Cowley, Oxford werd opgericht door Richard Meux Benson. Het was de eerste "blijvende" anglicaanse kloostergemeenschap voor mannen die opgericht werd sinds de Reformatie.
De gemeenschap heeft (of had) vestigingen in het Verenigd Koninkrijk, de Verenigde Staten, Canada, India, Zuid-Afrika en Japan.